# Ієрусалимський Володимир Веніамінович
Володимир Веніамінович Ієрусалимський (1933 в Ряжську в Рязанській області  — 21 січня 2013) — тренер збірної СРСР з біатлону.
Займався лижними гонками — переможець і призер чемпіонатів СРСР в естафеті і срібний призер — в гонці на 70 км.
Закінчив технікум фізкультури в Мічурінську.
Очолював національну команду в 1966–1974 і 1982–1987. Під його керівництвом радянські біатлоністи виступали на трьох Олімпійських іграх:
- На Олімпіаді-1968 в Греноблі, в програму якої входили чоловіча гонка на 20 кілометрів і естафета, збірна СРСР завоювала по медалі кожного гатунку.
- В 1972 на Іграх у Саппоро радянські спортсмени виграли чоловічу естафету.
- На Олімпійських іграх 1984 року в Сараєво, в програму якої входили три гонки, радянські біатлоністи знову стали першими в естафеті.

Після національної збірної Ієрусалимський працював з молодіжними командами.